# 德魯任諾耶湖 (沃洛格達州)
60°25′57″N 37°37′9″E / 60.43250°N 37.61917°E
德魯任諾耶湖（俄语：Дружинное），是俄羅斯的湖泊，位於該國西北部，由沃洛格達州負責管轄，長5公里、寬4公里，面積14.6平方公里，海拔高度135米，湖岸線長度14公里，集水區面積109平方公里，平均水深1.2米，最大水深2.5米。